# Challenger de Florianópolis
O Challenger de Florianópolis é um torneio de tênis que faz parte da série ATP Challenger Tour desde 2021, e realizado nas quadras de saibro do Lagoa Iate Clube, em Florianópolis, Santa Catarina, Brasil, e que distribuiu 80 pontos aos campeões das chaves de simples e duplas. 

A edição de 2022 ocorreu na cidade de Blumenau, também no estado de Santa Catarina, nas quadras de saibro do Tabajara Tênis Clube. A pontuação distribuída aos tenistas foi alterada e os campeões de simples e duplas somaram 50 pontos para o ranking mundial. 

No perfil oficial do torneio, no site da ATP, é informada como sede estreante da competição a cidade de Florianópolis, onde o torneio foi realizado de 06 a 12 de Dezembro de 2021, enquanto que, em 2022, Blumenau sucedeu o evento anterior como nova sede, com a edição realizada entre 10 e 16 de Janeiro. Esta página faz referências aos eventos ocorridos em Blumenau, em 2022, e em Florianópolis, em 2021 e 2023.

Desde 2023, o Lagoa Iate Clube, em Florianópolis, voltou a ser a sede do torneio, que passou a ter a denominação de ENGIE Open de Tênis. Por motivos desconhecidos, o Challenger de Florianópolis não aconteceu em 2025. 

## Edições

### Simples
| Cidade        | Ano  | Campeão            | Vice-Campeão             | Placar             | Ref.  |
| ------------- | ---- | ------------------ | ------------------------ | ------------------ | ----- |
| Florianópolis | 2024 | Enzo Couacaud      | João Lucas Reis da Silva | 3-6, 6-4, 7-6(7-1) | [ 5 ] |
| Florianópolis | 2023 | Tomás Barrios Vera | Alejandro Tabilo         | 6-4, 6-4           | [ 6 ] |
| Blumenau      | 2022 | Igor Marcondes     | Juán Bautista Torres     | 3-6, 7-5, 6-1      | [ 7 ] |
| Florianópolis | 2021 | Igor Marcondes     | Hugo Dellien             | 6-2, 6-4           | [ 8 ] |

### Duplas
| Cidade        | Ano  | Campeões                              | Vice-Campeões                               | Placar           | Ref.   |
| ------------- | ---- | ------------------------------------- | ------------------------------------------- | ---------------- | ------ |
| Florianópolis | 2024 | Daniel Cukierman Carlos Sánchez Jover | Lorenzo Joaquín Rodríguez Franco Roncadelli | 6-0, 3-6, [10-4] | [ 9 ]  |
| Florianópolis | 2023 | Pedro Boscardin Dias Gustavo Heide    | Christian Oliveira Pedro Sakamoto           | 6-2, 7-5         | [ 10 ] |
| Blumenau      | 2022 | Boris Arias Federico Zeballos         | Diego Hidalgo Cristián Rodríguez            | 7-6(7-3), 6-1    | [ 11 ] |
| Florianópolis | 2021 | Nicolás Barrientos Alejandro Gómez    | Martín Cuevas Rafael Matos                  | 6-3, 6-3         | [ 12 ] |